# Château de la Lucertola
Le château de la Lucertola (traduction littérale : Le château du lézard) est une fortification située sur la commune d'Apricale, dans la province d'Imperia en Ligurie. Lieu de manifestations culturelles et surtout théâtrales, dans son enceinte se trouve le musée d'histoire d'Apricale où, parmi d'autres objets d'importance historique, sont conservés les « statuts médiévaux » de 1267.

## Historique
Le château a fort probablement été construit par les comtes de Vintimille au Xe siècle et appartint par la suite à la famille Doria, seigneurs de Dolceacqua. À l'origine, le château était composé de deux tours carrées, ce qui le faisait ressembler beaucoup au château de Dolceacqua. La seule des deux tours encore debout fut transformée dans le clocher de l'église limitrophe de la Purificazione di Maria Vergine.
Le château fut capturé par Agostino Grimaldi en 1523 malgré les qualités de défense qui lui étaient attribuées.
En 1634, le château devint propriété du duché de Savoie puis, en 1652 il redevint propriété de Francesco Doria pour, finalement, être vendu en 1806 à Stefano Cassini.